# Tractat de Barcelona (1529)
|  | Per a altres significats, vegeu «Tractat de Barcelona». |

El tractat de Barcelona de 1529 va ser un acord signat entre Climent VII i l'emperador Carles V el 29 de juny de 1529. Va ser una conseqüència directa de la victòria de Carles V sobre Francesc I en la batalla de Landriano, durant la Guerra de la Lliga de Cognac (una de les anomenades guerres d'Itàlia), que va posar final a les aspiracions de Francesc I al domini del nord d'Itàlia.

## Antecedents
Després de les victòries imperials, els estats italians van reaccionar contra el domini de Carles, i el maig de 1526 Venècia i la República de Florència es van unir a la lliga de Cognac promoguda per França.
El papa, en canvi, veient els esdeveniments, va abandonar la lliga de Cognac i va fer les paus amb Carles. La reconciliació formal i pública entre Climent VII i l'emperador es va dur a terme en el document final signat entre el papat i Carles en el tractat de Barcelona del 29 de juny de 1529; va ser enviat a Roma mitjançant l'emissari imperial Lluís de Praet.

## Acords
Mitjançant el tractat de Barcelona, l'emperador va reconèixer el poder dels Sforza a Milà, va retornar els Estats Pontificis al papa, es va comprometre a procurar el restabliment de Ravenna, Cervia, Mòdena i Reggio, que havien estat arrencades de la seu de Roma per Venècia i finalment la promesa clau de l'emperador va ser el compromís per a restablir els Mèdici a Florència per la força de les armes, en la persona d'Alexandre de Mèdici (setge de Florència).

## Conseqüències

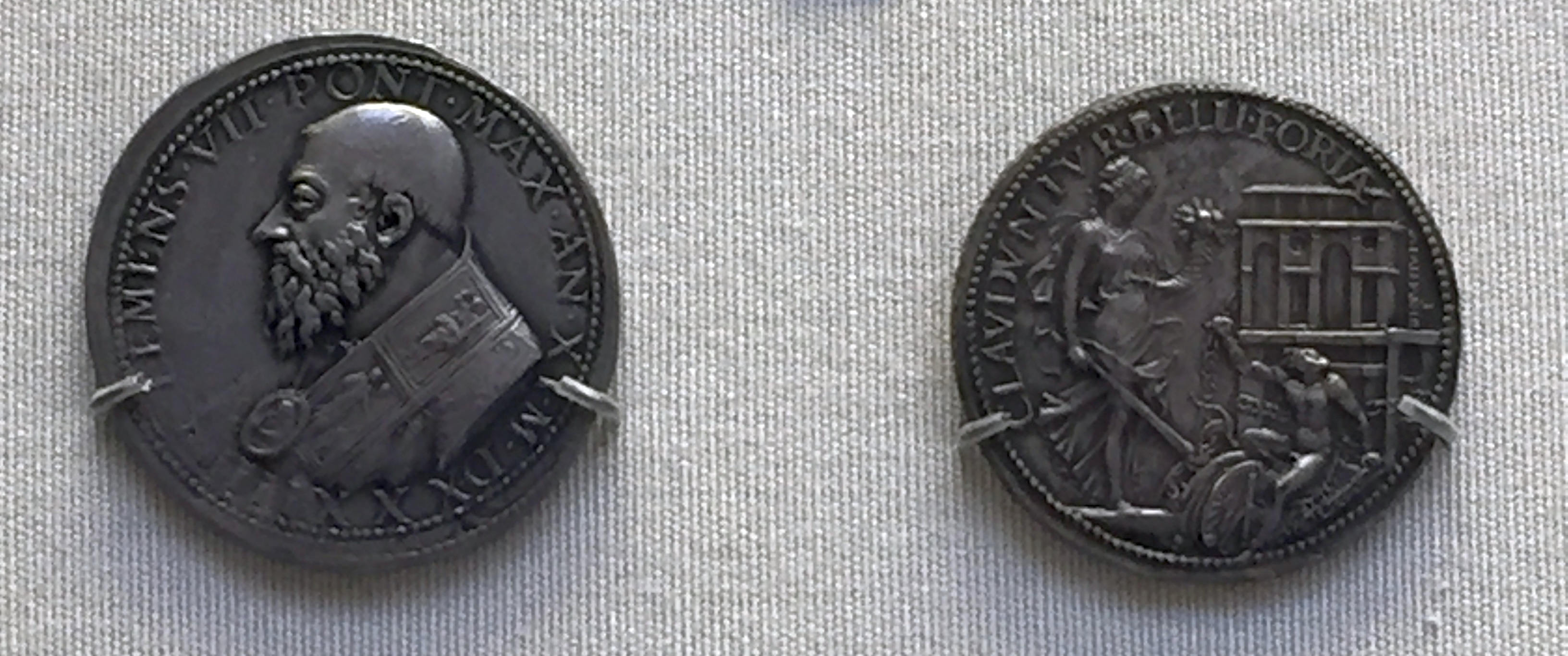
Medalla encunyada per Clement VII per a celebrar el Tractat de Barcelona.

Pel document de Barcelona del 16 de juliol 1529, el papa va renunciar a la lliga de Cognac (Venècia també s'hi va afegir retornant territoris i pagant indemnitzacions), i va renovar en profit de Carles importants privilegis fiscals que abans ja havien gaudit els reis d'Espanya, a part de l'absolució atorgada a tots els que havien participat en el saqueig de Roma, als quals havia excomunicat.
La importància del tractat de Barcelona rau en el fet que va deixar Francesc I sense dos dels seus principals aliats de la lliga de Cognac, preparant doncs el terreny per a la pau de Cambrai que es va signar al cap d'un mes, el 5 d'agost de 1529.